# Belintsi
Belintsi (bulgariska: Белинци) är ett distrikt i Bulgarien.   Det ligger i kommunen Obsjtina Isperich och regionen Razgrad, i den nordöstra delen av landet, 300 kilometer öster om huvudstaden Sofia.
Trakten runt Belintsi består till största delen av jordbruksmark. Runt Belintsi är det ganska glesbefolkat, med 42 invånare per kvadratkilometer.